# Rostdickichtvogel
Der Rostdickichtvogel (Atrichornis rufescens), auch Rostbauch-Dickichtvogel oder Kleiner Dickichtschlüpfer genannt, ist eine Vogelart aus der Familie der Dickichtvögel. Er ist in Australien heimisch. Es werden die Nominatform A. r. rufescens (Ramsay, 1867) und die Unterart A. r. ferrieri Schodde & Mason, 1999 unterschieden.

## Merkmale
Der Rostdickichtvogel ist ein kleiner, kompakter Vogel, der eine Körperlänge von 17 bis 18,5 Zentimeter erreicht. Er hat kurze Flügel und einen langen, abgestuften Schwanz. Kopf und Hals sind dunkelbraun mit undeutlicher, feiner, dunkler Säumung. Die übrige Oberseite ist dunkelbraun, ebenfalls mit feiner, dunkler Säumung. Am Bürzel geht die Färbung in ein dunkles Rotbraun über. Schwanz und gefaltete Flügel  sind fein gesäumt. Ein schwärzliches Dreieck (im frischen Gefieder mit breiter weißer Spitze) erstreckt sich von der Kinnmitte über Kehle und Brust bis zur Seite des Oberbauches. Ein weißer Wangenstreifen erstreckt sich als unterbrochene, schmalere und viel weniger auffällige helle Linie bis zu den Bauchseiten. Die Halsseiten, die Brust und Flanken fahlbraun mit feiner einer feinen Bänderung. Der übrige Teil des Bauches und des Bürzes weist ein sattes Hellbraun auf, das in ein sattes Rotbraun mit feiner Bänderung auf den Unterschwanzdecken übergeht. Die großen Augen sind schwarz oder dunkelbraun. Der kurze Schnabel ist keilförmig. Der Oberkiefer ist düster bis schwärzlich mit cremefarbener Spitze. Der Unterkiefer ist cremefarben. Die Beine sind hell graurosafarben.
Das Weibchen ist kleiner als das Männchen, der dunkle Kehlfleck ist kleiner und manchmal undeutlich. Die Jungvögel sind oberseits mehr rötlich-braun mit schwächerer Bänderung. Die Kehle ist stumpf gräulich, unterseits meist einheitlich rötlich-braun. Die Hinterflanken sind schwach gebändert. Die Unterart A. r. ferrieri ist etwas heller als die Nominatform. Der dunkle Bereich an der Seite der unteren Brust kleiner, der Bauch ist etwas gelber, die Tarsen sind kürzer.

## Verbreitung
Die Nominatform Atrichornis rufescens rufescens kommt auf der östlichen Seite der Great Dividing Range vom äußersten Südosten Queenslands (Mistake Range) südlich bis in den äußersten Norden von New South Wales (südlich bis zur Gibraltar Range) vor. Die Unterart Atrichornis rufescens ferrieri bewohnt das nordöstliche New South Wales (vom Dorrigo Plateau südlich bis zum Barrington Tops).

## Lebensraum
Sein Lebensraum umfasst subtropischen und gemäßigten Regenwald, einschließlich Buchenwälder (Nothofagus) sowie angrenzende feuchte und nasse Eukalyptuswälder mit Regenwaldunterholz. Er kommt in feuchten Schluchten, entlang von Wasserläufen, auf Bergrücken und Böschungen von Gebirgsketten vor. Er benötigt dichte Bodenbedeckung, die normalerweise auf Ökotone, bewaldete Wasserläufe und Feuchtgebiete sowie sich nach Bränden und Stürmen regenerierende Gebiete und Straßenränder beschränkt ist. Seine Rückzugsgebiete befinden sich in Bergwäldern in Höhenlagen zwischen 600 m und 1300 m.

## Nahrungsverhalten
De Nahrung umfasst Käfer, Landschnecken der Gattung Helix und Schneckeneier. Wahrscheinlich gehören auch Pflanzensamen zum Nahrungsangebot. Rostdickichtvogel sucht am Boden nach kleinen wirbellosen Tieren, dreht Blätter mit dem Schnabel um, wühlt unter der Laubstreu, wobei er den Kopf wie eine Schaufel benutzt und scharrt am Boden, um Beute zu finden.

## Fortpflanzung

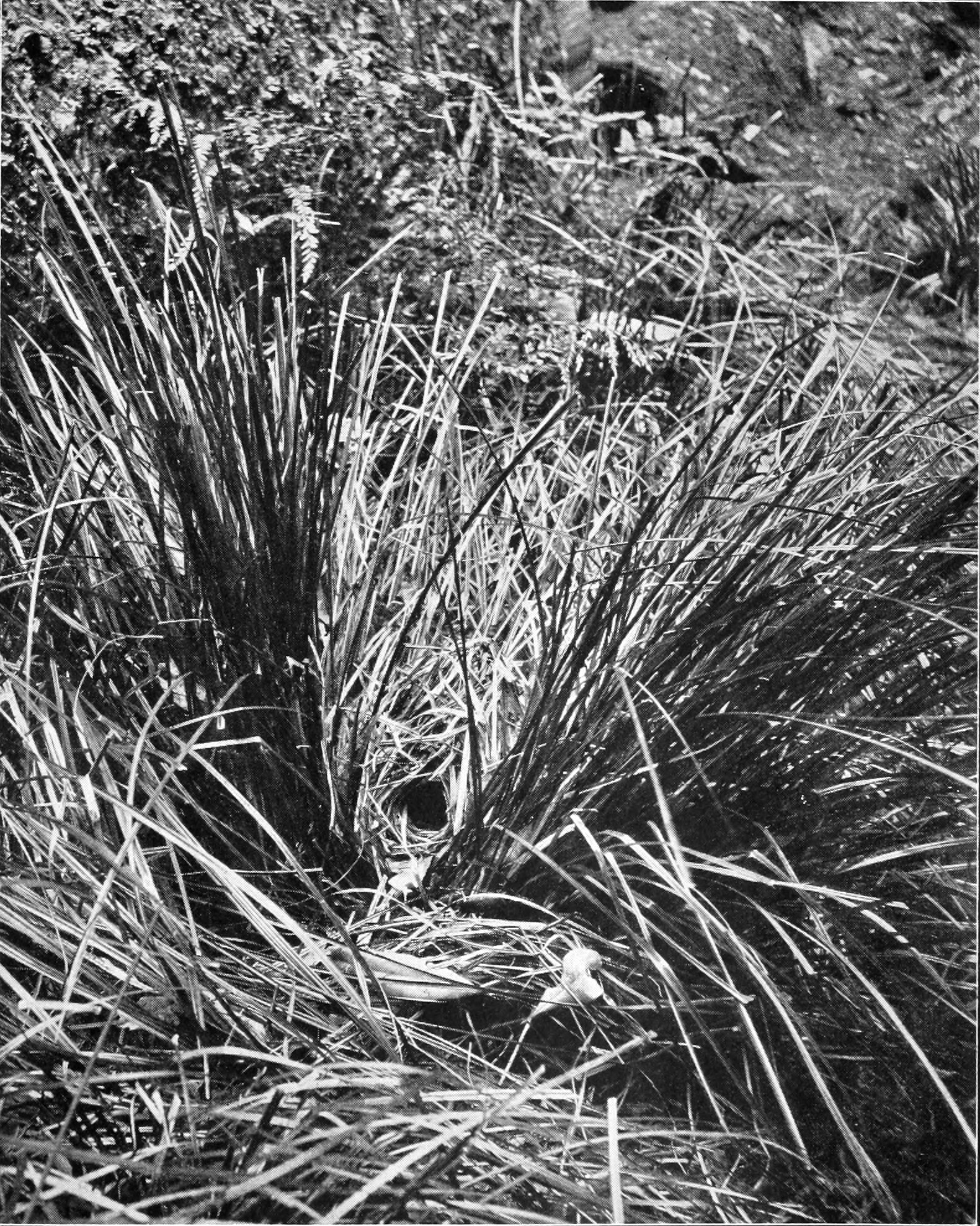
Fotografie eines Nests von Sidney William Jackson aus dem Jahr 1910

Seine Brutbiologie ist unzureichend studiert. Die Brutsaison erstreckt sich von September bis November. Die Männchen sind möglicherweise polygyn. Sie beteiligen sich nicht am Nestbau, am Bebrüten der Eier sowie bei der Jungenaufzucht. Die Vögel besetzen ein dauerhaftes Revier von ca. 1 ha oder etwas größer. Das Nest eine Kuppel mit Seiteneingang, errichtet aus abgestorbenen Gräsern wie Xerotes, Gahnia und Carex. Manchmal manchmal einige Baumfarnstückchen eingearbeitet. Ausgekleidet wird das mit einer pappähnlichen Masse aus Holzfasern. Die Platzierung des Nests ist in Bodennähe, gewöhnlich in ca. 15 cm Höhe, in einem Büschel von Seggen oder Tussock. Das Gelege besteht aus zwei Eiern. Die Brutdauer ist nicht genau bekannt und wird auf 36 bis 38 Tage geschätzt. Die Nestlingszeit ist nicht bekannt und dauert vermutlich drei bis vier Wochen. Die Jungvögel werden nach Verlassen des Nestes mindestens 3 Wochen lang von der Mutter gefüttert.

## Gefährdung
Bis 2008 galt die Art als „potentiell gefährdet“ (near threatened). Seitdem hat sich der Erhaltungszustand rapide verschlechtert, was die IUCN 2012 dazu veranlasste, den Rostdickichtvogel in die Gefährdungsstufe „stark gefährdet“ (endangered) zu klassifizieren, da sein effektiv besiedeltes Gebiet sehr klein und stark fragmentiert ist, kombiniert mit Lebensraumzerstörung und einem anhaltenden Populationsrückgang. Die Art hat ein eingeschränktem Verbreitungsgebiet un kommt in der Endemic Bird Area Eastern Australia vor. Wenige disjunkte Populationen sind entlang der Great Dividing Range verstreut. Von einem Bestand von ca. 12.000 Paaren im frühen 19. Jahrhundert wurden bei Erhebungen in den Jahren 1979 bis 1983 nur noch 2500 Reviere geschätzt, davon fielen 730 auf Nominatform. Seitdem sind Teilpopulationen der Nominatform aus den Tieflandhabitaten der Flussbecken des Richmond- und des Tweed Rivers verschwunden, während für die Unterart A. r. ferrieri Rückgänge angenommen werden. Jüngste Schätzungen gehen von 1500 geschlechtsreifen Individuen der Nominatform aus, die in vier Subpopulationen aufgeteilt sind, und von 3400 adulten Exemplaren in wenigstens drei Subpopulationen der Unterart A. r. ferrieri. Der größte Teil des Tieflandwaldes, den der Rostdickichtvogel früher bewohnte, wurde bald nach der Besiedlung durch die Europäer gerodet. Die Art zog sich in höher gelegene Gebiete, meist oberhalb von 600 m, zurück. Das gesamte effektiv besiedelte Gebiet war auf etwa 410 km² geschrumpft. Der verbleibende Lebensraum ist zwar nicht von der Rodung betroffen, aber unsachgemäße Brenn- und Abholzungspraktiken in Verbindung mit der durch den Klimawandel verursachten Austrocknung könnten ihn möglicherweise unbrauchbar machen. Obwohl sich viele der überlebenden Individuen in Nationalparks befinden und einigermaßen sicher sind, verstärkt die Fragmentierung und Aufteilung in kleine Subpopulationen die Bedrohung durch Lebensraumverlust und Klimawandel.